# Charles Nicolas Croizé des Essarts
Charles Nicolas Croizé des Essarts est né au Val d'Izé en 1755 et décédé à Vitré le 20 mars 1804.

## Biographie
Avocat puis Président du tribunal de Vitré à partir de 1791, il est également député d'Ille-et-Vilaine de 1791 à 1792.

## Sources
- « Charles Nicolas Croizé des Essarts », dans Adolphe Robert et Gaston Cougny, Dictionnaire des parlementaires français, Edgar Bourloton, 1889-1891 [détail de l’édition]